# Laives (Saône-et-Loire)
Laives ist eine französische Gemeinde mit 964 Einwohnern (Stand: 1. Januar 2022) im Département Saône-et-Loire in der Region Bourgogne-Franche-Comté; sie gehört zum Arrondissement Chalon-sur-Saône und ist Teil des Kantons Tournus (bis 2015: Kanton Sennecey-le-Grand). Die Einwohner werden Lavais genannt.

## Geografie
Laives liegt etwa 15 Kilometer südlich von Chalon-sur-Saône. Umgeben wird Laives von den Nachbargemeinden Saint-Ambreuil im Norden, Beaumont-sur-Grosne im Nordosten, Sennecey-le-Grand im Osten und Südosten, Montceaux-Ragny im Süden, Nanton im Süden und Südwesten sowie Lalheue im Westen.

## Bevölkerungsentwicklung
| Jahr                      | 1936 | 1954 | 1962 | 1968 | 1975 | 1982 | 1990 | 1999 | 2006 | 2013 |
| Einwohner                 | 663  | 649  | 645  | 697  | 644  | 684  | 771  | 901  | 997  | 1012 |
| Quelle: Cassini und INSEE |      |      |      |      |      |      |      |      |      |      |

## Sehenswürdigkeiten
- romanische Kirche Saint-Martin, seit 1905 Monument historique

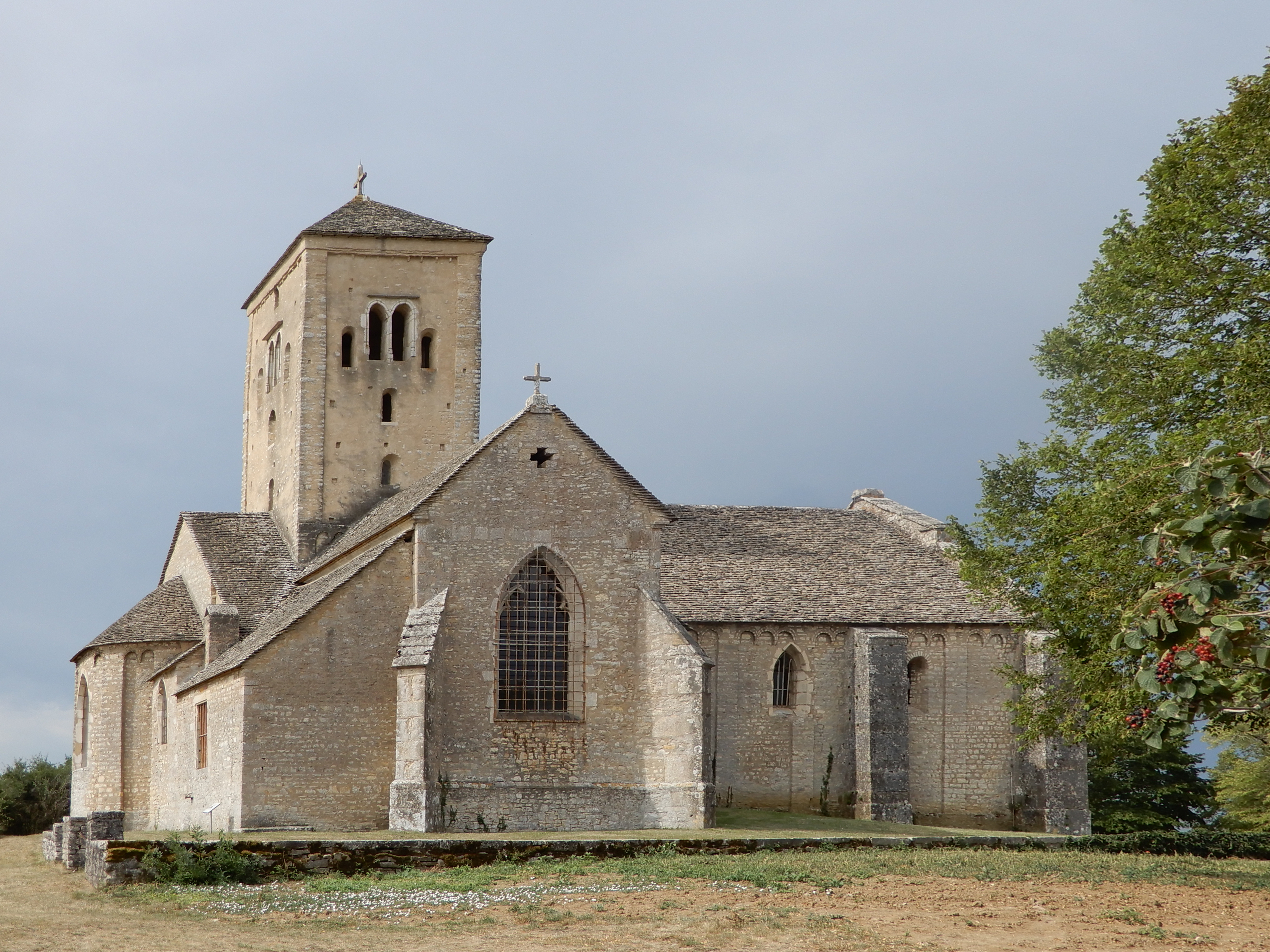
Fassade der romanischen Kirche Saint-Martin, die hoch über Laives thront

- Kirche Saint-Thibault, Monument historique seit 1993
- Kapelle von Lenoux, seit 1996 Monument historique
- Schloss Sermaizey, Monument historique seit 1947
- Tor Les Antonins, seit 1928 Monument historique

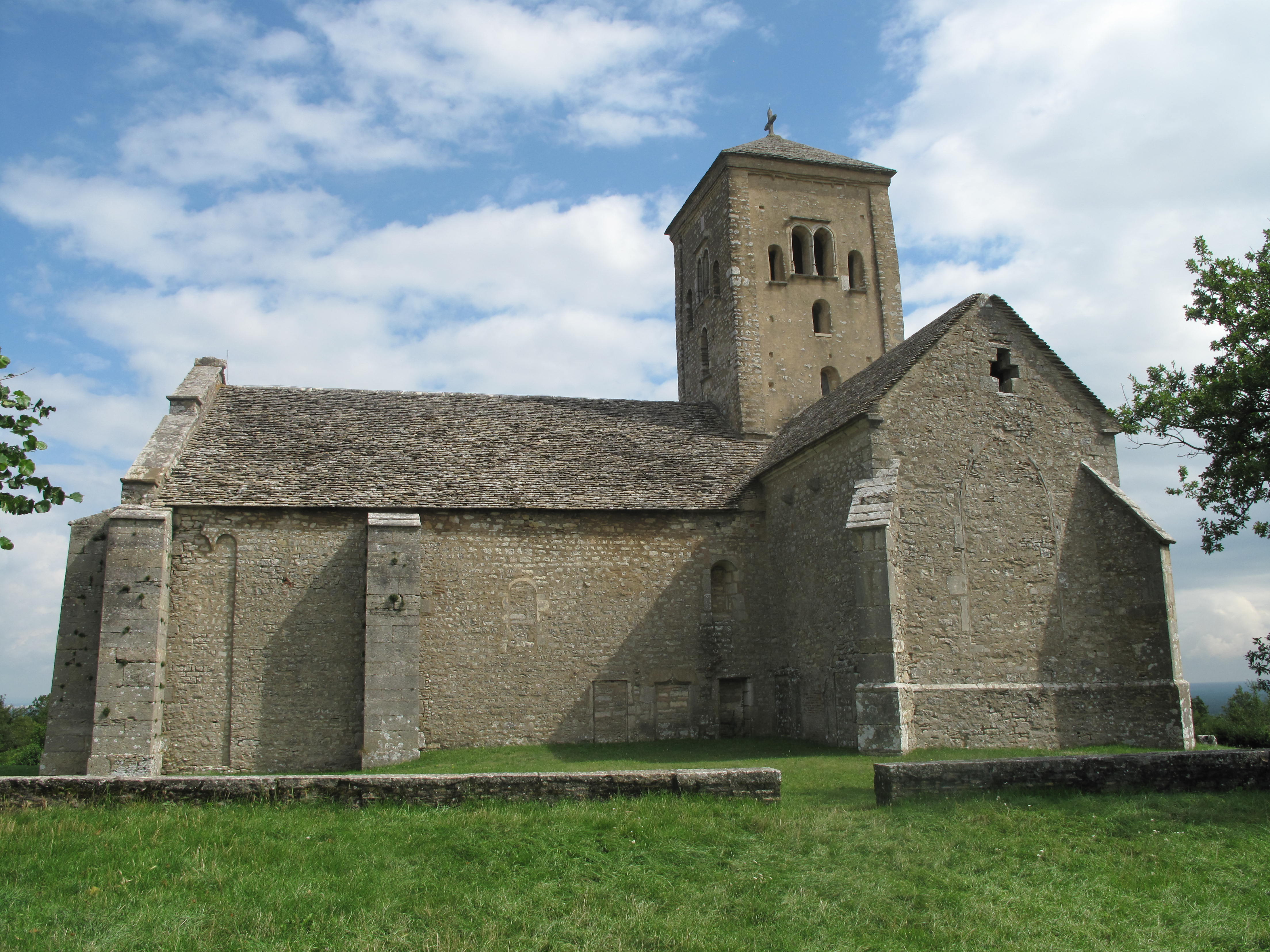
Kirche Saint-Martin
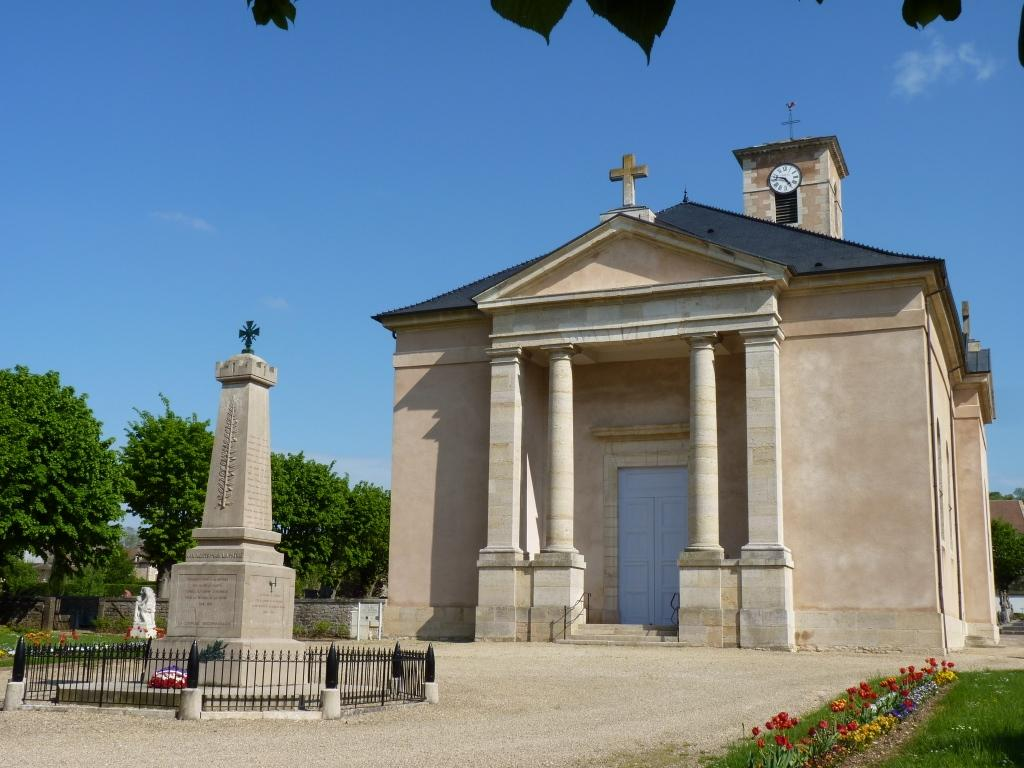
Kirche Saint-Thibault
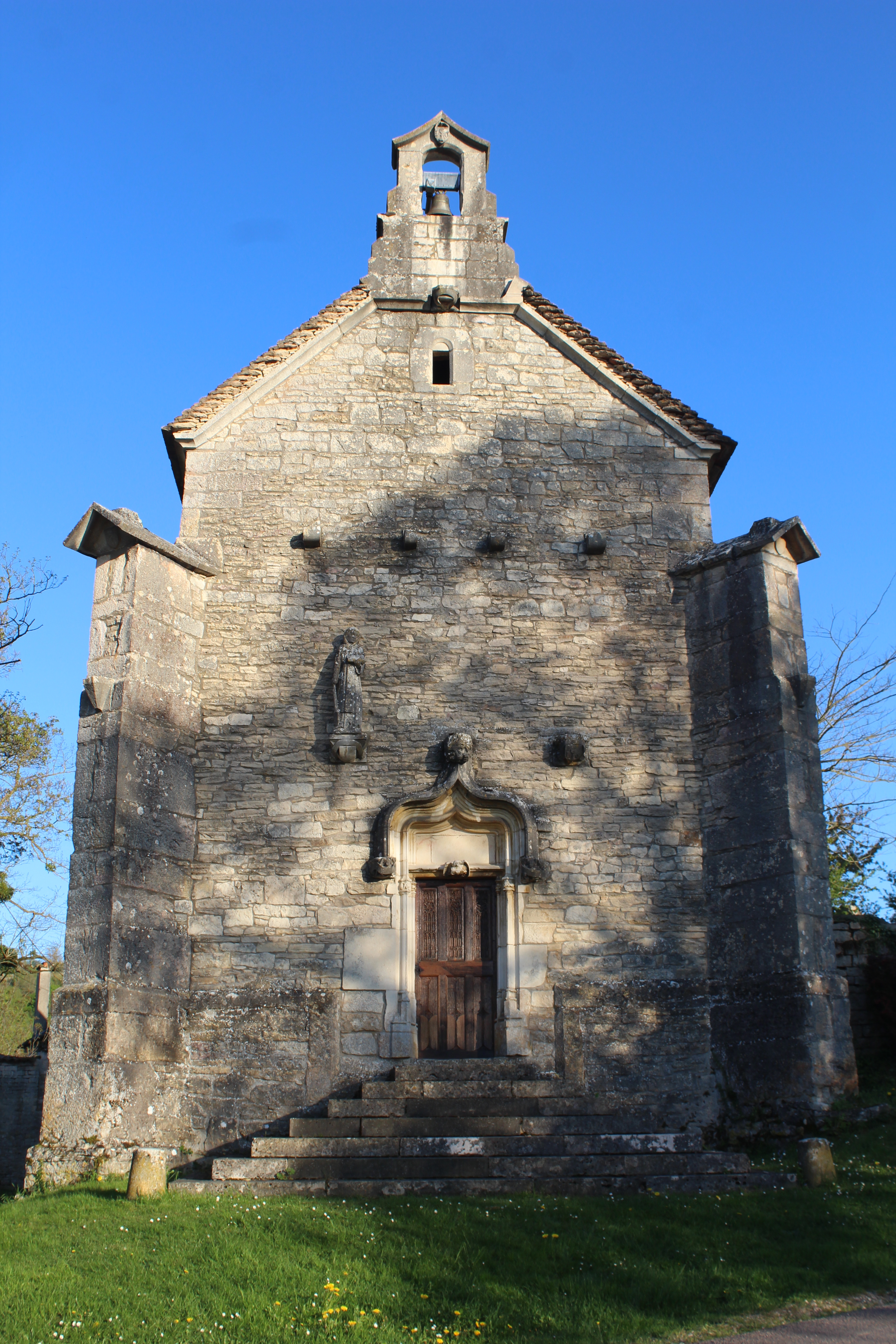
Kapelle von Lenoux
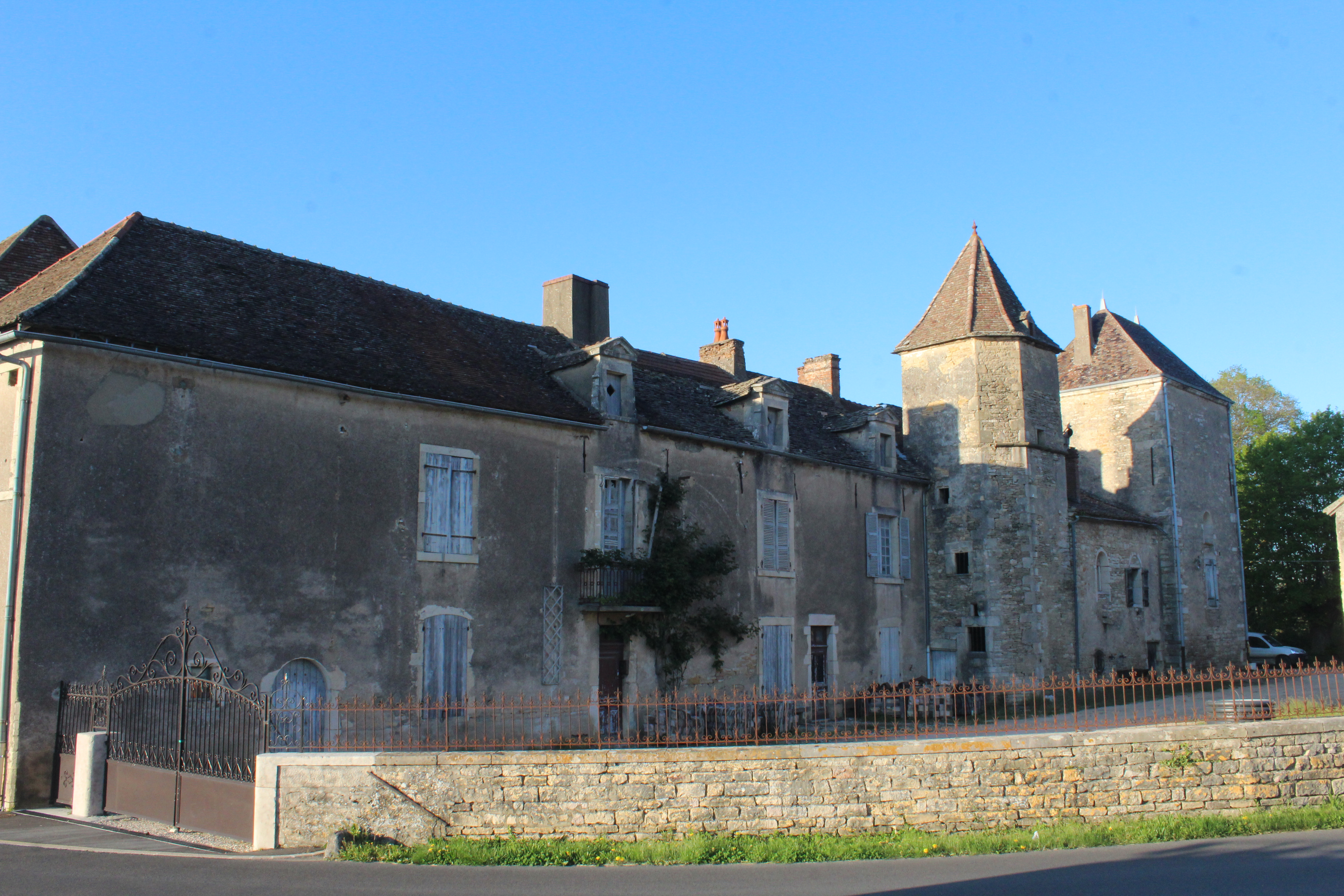
Schloss Sermaizey
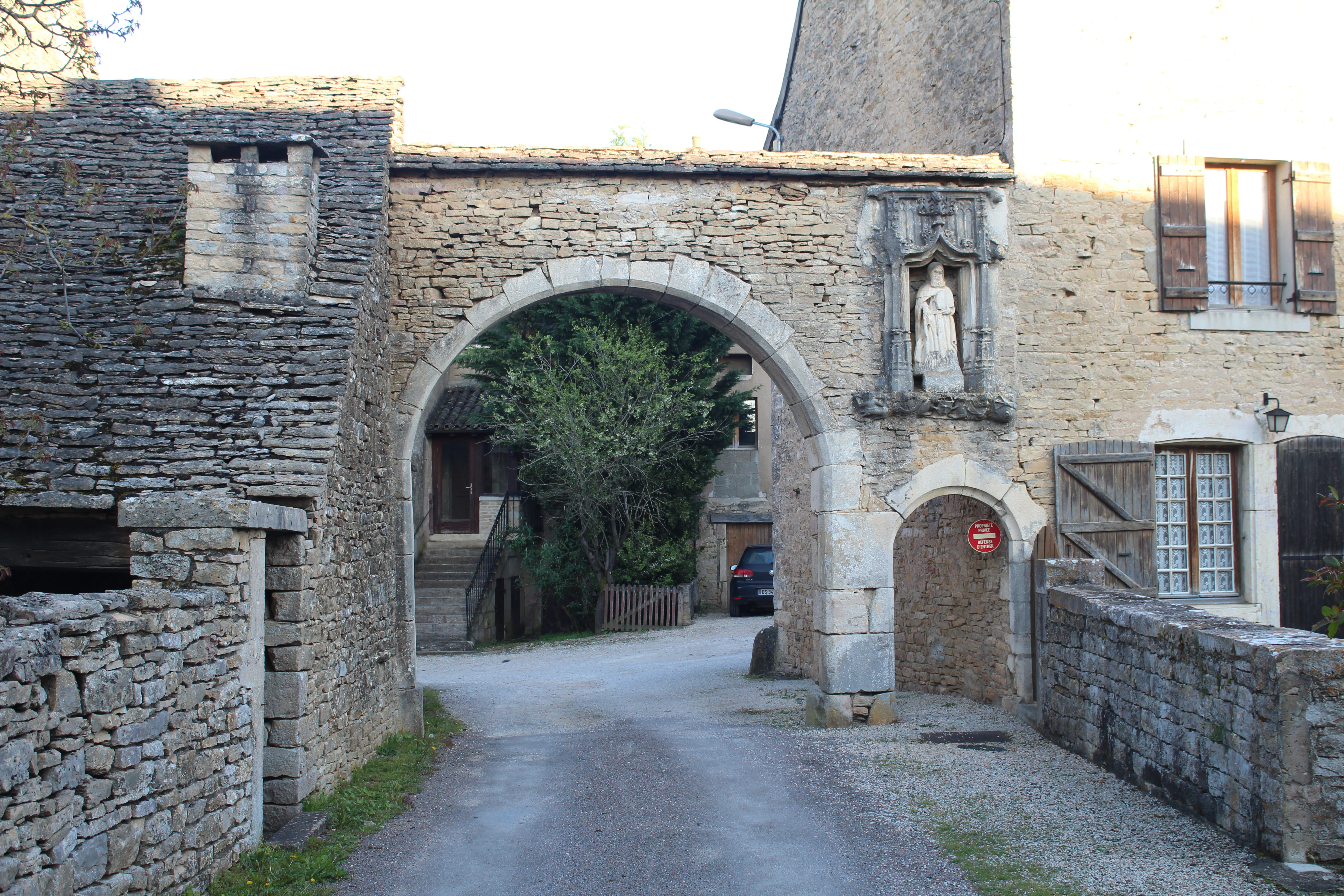
Tor Les Antonins